# 空軍軍史館
22°47′06″N 120°16′22″E / 22.785062°N 120.272668°E

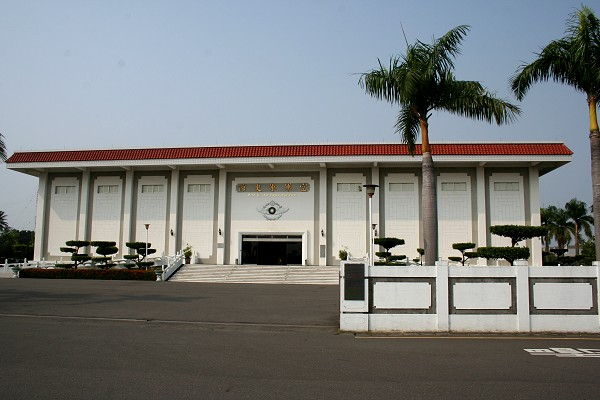
空軍軍史館

空軍軍史館和空軍軍機展示場是配合中华民国空軍軍官學校校區整體規劃而建造的博物館與展示場地。為宣揚空軍忠勇軍風、貫徹全民國防政策及展示空軍文物，1983年9月，中华民国國防部核准籌建「空軍軍史館」。1987年8月14日欣逢八一四勝利第50週年，特敦請時任空军參謀總長王叔銘一級上將及總司令陳燊齡上將剪綵啟用。軍史館展覽的是中華民國空軍建軍以來的一些文物，類型豐富且完整。
空軍軍史館為二層樓建築物，總建坪四千五百平方公尺，內部規劃為20個常設展區及1個特展區，藉由現代與高科技的布展方式，展現空軍歷史沿革與使命，以發揚空軍歷史，永續傳承筧橋精神，期建立最優質之空軍軍史博物館。
空軍軍機展示場為露天展示場，面積約3萬平方公尺，展覽已退役的軍機，如道格拉斯DC-6B及C-119 等飛機，因航空教育展示館成立，部分軍機如T-38高級教練機&B-26轟炸機等飛機，已移去附近的航空教育展示館的室內展示。

## 空軍軍機展示場展覽軍機

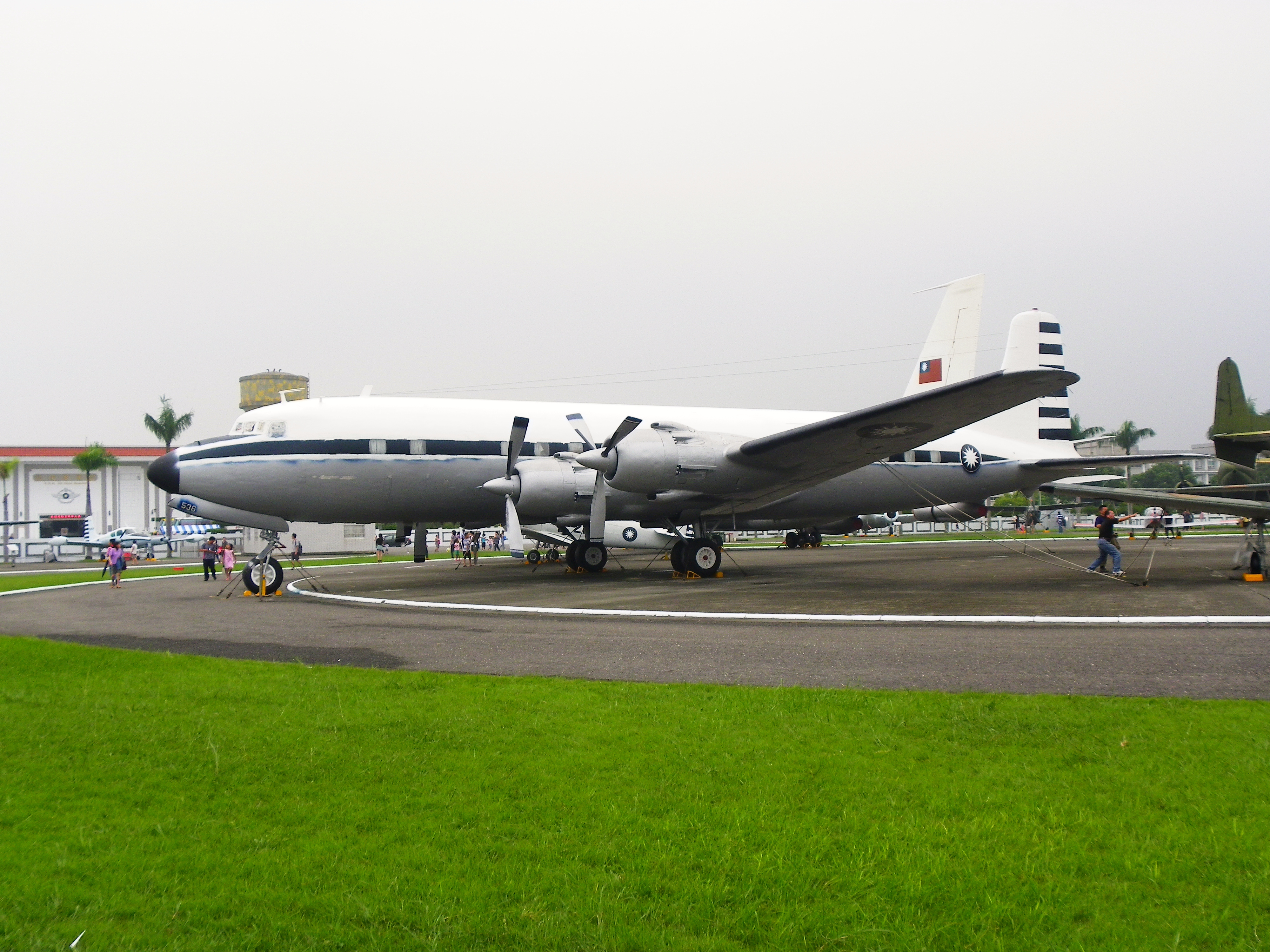
第二代中美號道格拉斯DC-6B現停放於空軍軍史館前空軍軍機展示場露天展示。

- 道格拉斯DC-6B中美號
- F-104A（星式）戰鬥攔截機
- F-5A/B（自由鬥士）戰鬥教練機
- C-46運輸機
- F-5E戰鬥教練機
- C-119（空中車廂式）運輸機
- C-123運輸機（供給者式）運輸機
- F-100F（超級軍刀式）戰轟機
- S-2搜索者巡邏機 反潛機